# Gréixer
Gréixer – miejscowość w Hiszpanii, w Katalonii, w prowincji Girona, w comarce Baixa Cerdanya, w gminie Ger.
Według danych INE z 2005 roku miejscowość zamieszkiwało 40 osób.